# Juli-Jo’el Edelstein
Juli Jo’el Edelstein (hebr.: יולי-יואל אדלשטיין, ang.: Yuli-Yoel Edelstein, ur. 5 sierpnia 1958 w Czerniowcach) − izraelski polityk, od 1996 poseł do Knesetu, w latach 1996–1999 minister absorpcji imigrantów, w latach 1999–2009 zastępca przewodniczącego, a od 2013 do 2020 przewodniczący izraelskiego parlamentu. W latach 2020–2021 minister zdrowia.
W wyborach parlamentarnych w 1996 po raz pierwszy dostał się do izraelskiego parlamentu. Zasiadał w Knesetach XIV, XV, XVI, XVII, XVIII, XIX, XX i XXI kadencji.
25 marca 2020 roku zrezygnował z funkcji przewodniczącego Knesetu